# جون بول ماكوين
جون بول ماكوين John Paul McQueen هو شخصية خيالية في المسلسل التلفزيوني البريطاني «هوليوكس» المذاع على القناة الرابعة البريطانية، ويلعب تلك الشخصية الممثل جيمس ساتون.
ظهرت الشخصية في الحلقة المذاعة بتاريخ 6 سبتمبر 2006، وتدور القصة حول هويته الجنسية، ويتضمن رفضا لشذوذه الجنسي والمطاردة والعلاقة مع صديقه المفضل كريغ دين الذي يلعب دوره الممثل غاي بيرنت.